# Budiennowka (obwód penzeński)
Budiennowka (ros. Буденновка) – wieś (sieło) w Rosji, w obwodzie penzeńskim, w rejonie łopatińskim. W 2010 liczyła 109 mieszkańców.